# Gospel End
 (décembre 2022).
Si vous disposez d'ouvrages ou d'articles de référence ou si vous connaissez des sites web de qualité traitant du thème abordé ici, merci de compléter l'article en donnant les références utiles à sa vérifiabilité et en les liant à la section « Notes et références ».
 (janvier 2023).
 (décembre 2022).
La mise en forme du texte ne suit pas les recommandations de Wikipédia : il faut le « wikifier ».
Les points d'amélioration suivants sont les cas les plus fréquents. Le détail des points à revoir est peut-être précisé sur la page de discussion.
- Les titres sont pré-formatés par le logiciel. Ils ne sont ni en capitales, ni en gras.
- Le texte ne doit pas être écrit en capitales (les noms de famille non plus), ni en gras, ni en italique, ni en « petit »…
- Le gras n'est utilisé que pour surligner le titre de l'article dans l'introduction, une seule fois.
- L'italique est rarement utilisé : mots en langue étrangère, titres d'œuvres, noms de bateaux, etc.
- Les citations ne sont pas en italique mais en corps de texte normal. Elles sont entourées par des guillemets français : « et ».
- Les listes à puces sont à éviter, des paragraphes rédigés étant largement préférés. Les tableaux sont à réserver à la présentation de données structurées (résultats, etc.).
- Les appels de note de bas de page (petits chiffres en exposant, introduits par l'outil «  Source ») sont à placer entre la fin de phrase et le point final[comme ça].
- Les liens internes (vers d'autres articles de Wikipédia) sont à choisir avec parcimonie. Créez des liens vers des articles approfondissant le sujet. Les termes génériques sans rapport avec le sujet sont à éviter, ainsi que les répétitions de liens vers un même terme.
- Les liens externes sont à placer uniquement dans une section « Liens externes », à la fin de l'article. Ces liens sont à choisir avec parcimonie suivant les règles définies. Si un lien sert de source à l'article, son insertion dans le texte est à faire par les notes de bas de page.
- La présentation des références doit suivre les conventions bibliographiques. Il est recommandé d'utiliser les modèles {{Ouvrage}}, {{Chapitre}}, {{Article}}, {{Lien web}} et/ou {{Bibliographie}}. Le mode d'édition visuel peut mettre en forme automatiquement les références.
- Insérer une infobox (cadre d'informations à droite) n'est pas obligatoire pour parachever la mise en page.

Pour une aide détaillée, merci de consulter Aide:Wikification.
Si vous pensez que ces points ont été résolus, vous pouvez retirer ce bandeau et améliorer la mise en forme d'un autre article.
Gospel End est un village situé dans le district de South Staffordshire, dans le Staffordshire, en Angleterre. Les détails de la population pris au recensement de 2011 peuvent être trouvés sous Himley. Il est situé sur la route A463, entre Sedgley et Wombourne.
Historiquement, il faisait partie de l'ancien manoir de Sedgley, devenant une partie du district urbain de Sedgley en 1894, restant partie de cette autorité jusqu'en 1966, date à laquelle il est devenu une partie du district rural de Seisdon en 1966, malgré l'absorption de la majeure partie de Sedgley par le Dudley County Borough. Ce dernier a été à son tour remplacé par le district de South Staffordshire en 1974. Cependant, le code postal de Sedgley DY3 est toujours en vigueur.
L'entrée principale du Baggeridge Country Park, ouvert au début des années 1980 sur le site de l'ancienne mine de charbon de Baggeridge, est située à l'ouest du village. Dans le village se trouvait également l'usine d'origine (et l'ancien siège social) de Baggeridge Brick, qui faisait finalement partie de Wienerberger AG. En 2012, l'usine avait fermé ses portes, les propriétaires de l'usine ayant conclu un accord avec David Wilson Homes pour construire un nouveau lotissement sur le site. Les bâtiments de l'usine ont été démolis mais l'emblématique cheminée en brique a été conservée, étant un point de repère local et l'un des derniers de son genre à subsister localement. La construction du nouveau lotissement a commencé en 2014 et les premières maisons ont été occupées au printemps 2015, le lotissement étant presque terminé en 2018. Des unités commerciales et une maison de soins y ont également été développées.
Le point central du village est la Summer House, une maison publique située à l'est du village, qui a été construite au début du XIXe siècle. Le bâtiment a depuis été agrandi.
Jusqu'en 1986, le village disposait d'un service de bus régulier à l'heure 564 entre Sedgley et Wolverhampton via Penn Common. Cependant, ce service a été jugé non viable commercialement et a été exploité par une succession d'opérateurs sous contrat avec le Staffordshire County Council à une fréquence progressivement réduite. Le dernier service régulier, exploité par Arriva Midlands, a été retiré en raison du manque d'utilisation.
Le 1er août 2020, The Green Bus a réintroduit un service de bus 582 traversant le village le samedi uniquement entre Wolverhampton et Kidderminster via Wombourne et Penn sur une base commerciale. Ce service pour shoppers a cessé le 30 août 2020.
Gospel End est désormais relié à Wombourne, Sedgley et aux villages environnants par le « South Staffordshire Link », un minibus circulant uniquement le jeudi et qui nécessite une réservation préalable. Ce service n'est disponible que pour ceux qui ne peuvent pas utiliser les services normaux.
La communauté de Gospel End n'est desservie par aucune école, les enfants d'âge scolaire qui y vivent fréquentant pour la plupart les écoles des villages voisins de Wombourne, Sedgley ou Wolverhampton.